# Natalija Lupu
Natalija Oleksijivna Lupu (ukrajinsko Наталія Олексіївна Лупу), ukrajinska atletinja, * 4. november 1987, Maršinci, Ukrajina.
Nastopila je na poletnih olimpijskih igrah v letih 2012 in 2016, obakrat se je uvrstila v polfinale teka na 800 m. Na svetovnih dvoranskih prvenstvih je osvojila srebrno medaljo v isti disciplini leta 2012, na evropskih dvoranskih prvenstvih pa naslov prvakinje leta 2013 in podprvakinje leta 2015. Leta 2013 je prejela devetmesečno prepoved nastopanja zaradi dopinga, leta 2017 pa osemletno prepoved.